# 女親分 喧嘩渡世
『女親分 喧嘩渡世』（おんなおやぶん けんかとせい）は、1969年公開の日本映画。製作：東映。

## 出演
- 村岡スミ：清川虹子
- 榊雄一郎：待田京介
- いたちの平吉：山城新伍
- サイレント：大前均
- アイアンの馬場：谷村昌彦
- サッチイ：南弘子
- ミサ：橘ますみ
- 良枝：片山由美子
- 川原：唐沢民賢
- 岩田：沢竜二
- 相野田重男：有川正治
- 富樫国典：天津敏
- 沼沢康次郎：小松方正
- 笠間陽造：汐路章
- 清水部長刑事：中村錦司
- サルバルサンのお金：若水ヤエ子
- 火の玉お圭：沢淑子
- 千代子：正司歌江
- 同部屋の女囚：正司花江
- 管理部長：天王寺虎之助
- 保安課長：丹下キヨ子
- 山田看守：正司照枝
- 高山：蓑和田良太
- 池上：有馬宏治
- 伊達信之助：大木実
- 北橋修一：菅原文太

## スタッフ
- 監督：原田隆司
- 脚本：鳥居元宏・松本功
- 企画：俊藤浩滋・橋本慶一
- 撮影：国定玖仁男
- 音楽：渡辺岳夫
- 美術：吉村晟
- 編集：宮本信太郎
- 録音：東城絹児郎
- スチル：木村武司
- 照明：北口光三郎

## 再放送
本作は長年、VHS・DVDなどのビデオソフト化や、再放送などは一切行われていなかったが、2020年9月24日（木曜日）のCS・東映チャンネルにて、テレビ初放送された。